# IV Macabeus

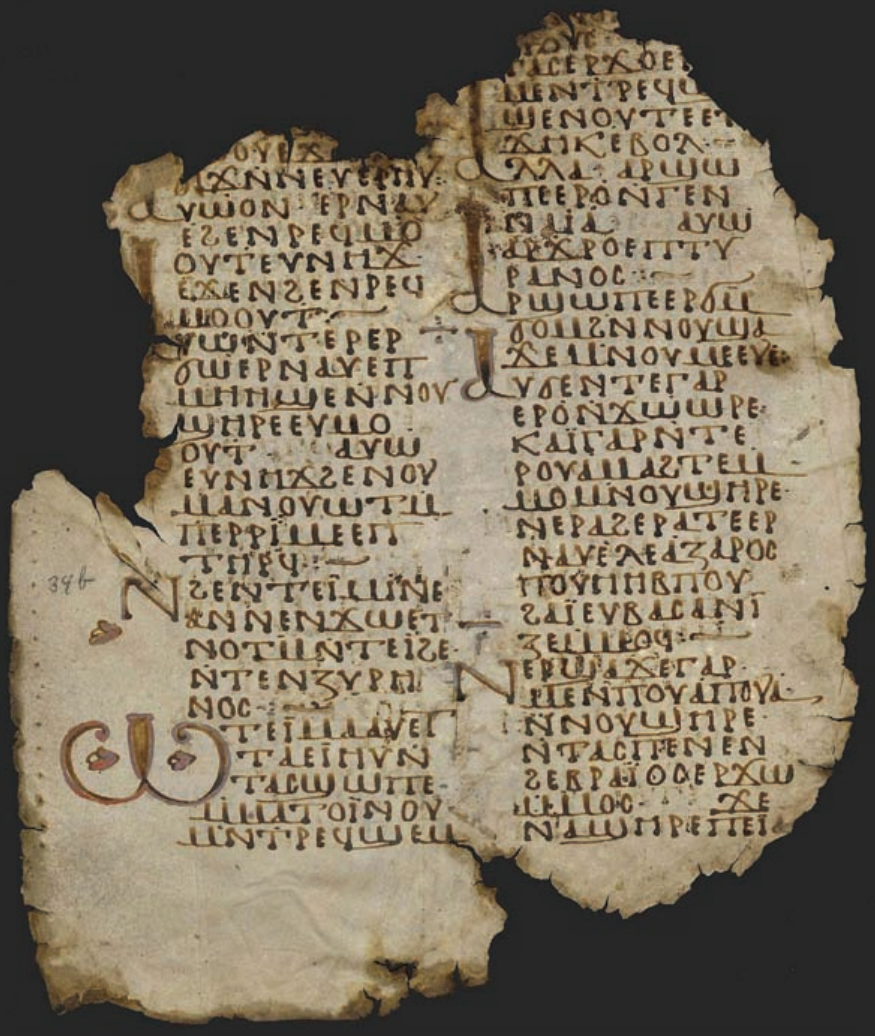
Fragmento de uma versão copta do quarto livro dos Macabeus

O Quarto Livro dos Macabeus é uma homilia(discurso filosófico) elogiando a supremacia da razão sobre a paixão piedosa. Não está na Bíblia da maioria das igrejas, mas é um apêndice na Bíblia da Igreja Ortodoxa Gerogiana.

## Conteúdo
O autor acredita na imortalidade da alma, mas nunca menciona a ressurreição dos mortos. As boas almas diz viver para sempre em felicidade com os patriarcas e Deus, mas até as almas do mal são consideradas imortais. O sofrimento e o martírio dos macabeus é visto pelo autor para ser delegada para a nação judaica, o autor retrata o martírio em geral, trazendo para a expiação dos pecados do passado dos judeus.